# エリサ・リンチ

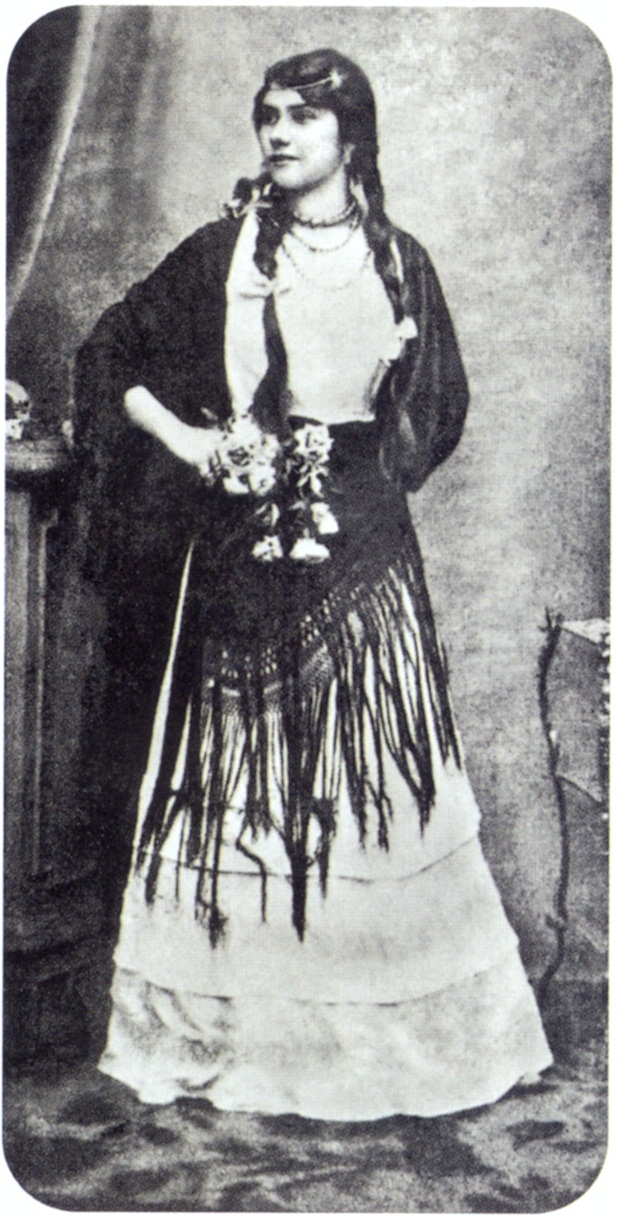
エリサ・リンチ（1855年）

エリサ・リンチ（Eliza Lynch, 1833年6月3日 - 1886年7月25日）は、パラグアイ共和国第2代大統領フランシスコ・ソラーノ・ロペスの妻。
1833年、イギリス領アイルランドのコーク県で生まれる。10歳のときに発生したジャガイモ飢饉のため一家でパリに移住した。15歳でフランス陸軍の獣医と結婚、夫の赴任地アルジェリアへ随行したが、現地の風土が合わず単身でパリへ戻った。そこでパラグアイの初代大統領カルロス・アントニオ・ロペスの長男で、大使としてパリに滞在していたフランシスコ・ソラーノ・ロペスと知り合い、1855年にロペスとともにパラグアイに移った。ロペスの家族をはじめ、アスンシオンの人々はエリサに対し冷淡であったが、1862年にソラーノ・ロペスが第2代大統領に就任すると、エリサは社交界を主導する存在となっていった。1864年に三国同盟戦争が発生すると、エリサは陣頭指揮をするソラーノ・ロペスに従い、ときには自ら兵を率いて連合軍を敗走させたこともあったといわれる。しかし戦争はパラグアイの完敗に終わり、ロペス家は国を破滅させた独裁者として糾弾されることになった。戦後はパラグアイを追放され、1886年にパリで死亡した。
一時パラグアイでの評価は低かったが、1964年に遺骨はパラグアイに戻され、国家功労者として祀られている。